# Pialma
Pialma ou Pälmä (en carélien : Päl’mä, en finnois : Pälmä, en russe : Пя́льма, Pjalma) est un hameau du raïon de Poudoj en république de Carélie, chef-lieu de l'établissement rural de Pialma.

## Géographie
Pialma est situé sur la rive nord-est du lac Onega, à 100 kilomètres au nord-ouest de Poudoj.

## Démographie
Recensements (*) ou estimations de la population
| 1959  | 1970  | 1989  | 2010  |
| ----- | ----- | ----- | ----- |
| 3 660 | 1 816 | 1 951 | 1 462 |

| 2013  | - | - | - |
| ----- | - | - | - |
| 1 371 | - | - | - |